# Václav Vilém Würfel
Václav Vilém Würfel, Wenzel Wilhelm Würfel (ur. 6 maja 1790 w Plaňanach, zm. 23 kwietnia 1832 w Wiedniu) – czeski kompozytor, pianista, organista i pedagog.

## Życiorys
Od 1807 roku studiował w Pradze u Václava Jana Tomáška. W 1815 roku osiadł w Warszawie, został nauczycielem w Konserwatorium Warszawskim. Nauczał gry na fortepianie, organach i basso continuo. Prawdopdobnie był jednym z nauczycieli Fryderyka Chopina, któremu dedykował swój IV Koncert fortepianowy F-dur. W 1824 roku powrócił do Pragi, gdzie wystawił swoją operę Rübezahl (Liczyrzepa). Ostatnie lata życia spędził w Wiedniu, gdzie został dyrygentem w Theater am Kärntnertor. Umarł w biedzie, nie pozostawiwszy po sobie żadnego spadku.